# San Marino na Zimowych Igrzyskach Olimpijskich 1992
San Marino na Zimowych Igrzyskach Olimpijskich 1992 reprezentowało trzech zawodników, startujących w dwóch konkurencjach - biegach narciarskich i narciarstwie alpejskim. Najstarszym i najbardziej doświadczonym w igrzyskach olimpijskich zawodnikiem był 34 letni Andrea Sammaritani, który uczestniczył w dwóch poprzednich zawodach olimpijskich. W ekipie San Marino był jeden debiutant 18 letni Jason Gasperoni.

## Biegi narciarskie
San Marino na igrzyskach w Albertivle było reprezentowane przez jednego biegacza, który wystąpił w dwóch konkurencjach w biegu na 10 kilometrów i w biegu łączonym. W pierwszej z tych konkurencji zajął przedostanie miejsce przed reprezentującym Maroko Faissal Cherradi, który dotarł do mety z czasem ponad 20 minut gorszym od Sammaritani. W biegu łączonym Sammaritani przybiegł przed dwoma repreztantami Maroka. Były to trzecie igrzyska urodzone we Włoszech biegacza.
Mężczyźni
- Andrea Sammaritani

| Konkurencja                    | Czas      | Miejsce. |
| ------------------------------ | --------- | -------- |
| 10 km                          | 47:37.8   | 109      |
| bieg łączony (suma)            | 1:50:15.4 | 97       |
| bieg łączony (10 km klasyczny) | 47:37     | 109      |
| bieg łączony (15 km dowolny)   | 1:22:39.4 | 96       |

## Narciarstwo alpejskie
San Marino w naraciarstwie alpejskim reprezentowało dwóch zawodników występujących w 3 konkurencjach: slalomie, slalomie gigancie i supergigancie. Obaj narciarze ukończyli zawody tylko w jeden z konkurencji zajmując odpowiednio: Nicola Ercolani 66 na 93 zawodników, którzy ukończyli zawody w slalomie gigancie w supergigancie  i Jason Gasperoni 59 na 91 zawodników. Ercolani występował wcześniej na igrzyskach w Calgary natomiast dla Gasperoniego były to jedyne Igrzyska w karierze.
Mężczyźni
- Nicola Ercolani
- Jason Gasperoni

| Konkurencja   | Zawodnik        | Zjazd 1. | Msc. 1. | Zjazd 2. | Msc. 2. | W sumie | Miejsce |
| ------------- | --------------- | -------- | ------- | -------- | ------- | ------- | ------- |
| Slalom        | Nicola Ercolani | DNF      | DNF     |          |         | DNF     | DNF     |
| Slalom        | Jason Gasperoni | DNF      | DNF     |          |         | DNF     | DNF     |
| Slalom gigant | Nicola Ercolani | DNF      | DNF     |          |         | DNF     | DNF     |
| Slalom gigant | Jason Gasperoni | 1:20.74  | 76      | 1:17.61  | 59      | 2:38.35 | 59      |
| Super gigant  | Nicola Ercolani | 1:23.72  | 66      |          |         | 1:23.72 | 66      |
| Super gigant  | Jason Gasperoni | DNF      | DNF     |          |         | DNF     | DNF     |